# Nowa Karczma (powiat kościerski)
Nowa Karczma (kaszb. Nowô Karczma, niem. Neukrug) – wieś kaszubska w Polsce, położona w województwie pomorskim, w powiecie kościerskim, w gminie Nowa Karczma.
Częściami wsi są: Horniki Dolne, Horniki Górne, Kamiony i Nowe Horniki.
Wieś jest siedzibą sołectwa Nowa Karczma, w którego skład wchodzi również Lubieszynek.
W latach 1976–1982 miejscowość była siedzibą gminy Nowa Karczma-Liniewo. W latach 1975–1998 miejscowość położona była w województwie gdańskim.
Miejscowość jest siedzibą gminy Nowa Karczma.